# سرهی پوهودین
سرهی پوهودین (اوکراینی: Сергій Анатолійович Погодін؛ زادهٔ ۲۹ آوریل ۱۹۶۸) بازیکن فوتبال اهل اوکراین است.
از باشگاه‌هایی که در آن بازی کرده است می‌توان به باشگاه فوتبال تورپیدو زاپروژیا، باشگاه فوتبال اسپارتاک مسکو، باشگاه فوتبال شاختار دونتسک، باشگاه فوتبال هاپوئل تل آویو، باشگاه فوتبال دینامو کی‌یف، باشگاه فوتبال رودا جی‌سی کرکراد، و باشگاه فوتبال زوریا لوهانسک اشاره کرد.
وی همچنین در تیم‌های ملی فوتبال زیر ۲۱ سال شوروی و اوکراین بازی کرده است.